# Lissotestella cookiana
Lissotestella cookiana är en snäckart som beskrevs av Dell 1956. Lissotestella cookiana ingår i släktet Lissotestella och familjen Skeneidae. Inga underarter finns listade i Catalogue of Life.